# Вигилий Брешианский
Вигилий (лат. Vigilius; умер во второй половине V века) — епископ Брешиа во второй половине V века; святой, почитаемый в Католической церкви (день памяти — 26 сентября).

## Биография
В списках глав Брешианской епархии святой Вигилий упоминается как преемник Отпациана и предшественник Тициана. Хотя в трудах некоторых авторов приводятся точные даты нахождения Вигилия на епископской кафедре (например, у П.-Б. Гамса это 480—516 годы), они не подтверждаются данными средневековых исторических источников. Известно, что Оптациан был епископом в городе Брешиа в 451 году и управлял епархией некоторое время после этой даты. На этом основании считается, что Вигилий был епископом во второй половиной V века.
О деятельности Вигилия как главы Брешианской епархии достоверных сведений почти не сохранилось. Иногда ему ошибочно приписывают деяния его тёзок, епископов Вигилия из Тапса, Вигилия из Тренто или Вигилия из Лектура. В том числе, недостоверными являются свидетельства об участии Вигилия Брешианского в Агдском соборе 506 года.
В церковных преданиях упоминается, что Вигилий уехал из города Брешиа и поселился в Изео для христианизации местных жителей. Из событий этого периода жизни Вигилия упоминается о постройке им церкви Мадонна-делла-Чериола, возведённой на месте языческого храма. Местом смерти Вигилия называют Изео, где он был похоронен и где с самой кончины почитался как святой.
В VIII веке часть реликвий Вигилия (его честная глава и десница) были похищены и привезены из Изео в Брешиа. Позднее вместе с мощами святого Оптациана находившиеся в Брешиа останки Вигилия несколько раз переносились. В настоящее время рука Вигилия находится в церкви Сан-Лоренцо в Брешиа, а его глава 15 апреля 1953 года была возвращена в Изео.
Также как и все главы Брешианской епархии III—VII веков от Анатолия до Деусдедита, Вигилий ещё в средневековье стал почитаться как местночтимый святой. Первые достоверные свидетельства о его культе относятся к X веку. Позднее имя святого Вигилия Брешианского было внесено в «Римский мартиролог» для почитания всеми католиками. День его поминовения отмечается 26 сентября. В Брешиа его также поминают 20 апреля вместе с другими местными святыми епископами, а в Изео, святым покровителем которого он является, в последнее воскресенье сентября.